# Марат Акбаров
Марат Акбаров е руски съветски състезател (шампион при спортните двойки) и треньор по фигурно пързаляне.
През 1979 г. печели Световното младежко първенство по фигурно пързаляне заедно с партньорката си Вероника Першина. Двойката печели бронзовите медали на Европейското първенство по фигурно пързаляне през 1985 г.
След завършване на състезателната си кариера от 1986 г. работи в Ледения театър „Всички звезди“ („Все звёзды“) на треньорката Татяна Тарасова – отначало като фигурист, после като треньор. От 1997 г. е солист в американското пътуващо шоу Disney on Ice. Понастоящем работи като треньор в Wheaton Ice Skating Academy в Уитън, щата Мериленд, САЩ.